# Mauricio López Reyes

Mauricio López Reyes es Doctor en Física con especialidad en Dinámica Atmosférica por la Universidad Complutense de Madrid, donde obtuvo la mención cum laude bajo la dirección de la Dra. María Luisa Martín Pérez y el Dr. Juan Jesús González Alemán. En la misma institución cursó la Maestría en Meteorología y Geofísica. Es egresado de la Universidad de Guadalajara, donde obtuvo el título de Físico con mención honorífica gracias a su tesis "Estudio sobre las variables físicas que influyeron en la rápida intensificación de los ciclones tropicales formados en el océano Pacífico Nororiental en el periodo de 1970-2018", dirigida por el Dr. Ángel R. Meulenert Peña y el Dr. Omar García Concepción, ambos investigadores titulares de dicha universidad.
Actualmente, se desempeña como profesor y meteorólogo en el Instituto de Astronomía y Meteorología de la Universidad de Guadalajara, además de impartir las asignaturas de Agrometeorología y Modelos Matemáticos para la Agricultura en la Universidad Regional de los Altos. Es director general de GEOSMET, Agencia Mexicana de Meteorología y Geociencias. Ha publicado diversos trabajos científicos en el ámbito de las ciencias atmosféricas y la enseñanza de la física. En 2025, fue galardonado con la Medalla al Mérito Climático Severo Díaz Galindo.
En el periodo de 2007 y hasta 2014 fue capitán de la selección nacional (2011-2014) y estatal por Baja California de voleibol (sub-19 y sub-21).
Actualmente es consultor privado de diferentes empresas del sector agrícola en temas relacionados con la meteorología, agrometeorología y una nueva área llamada en la empresa GEOSMET agrofísica.

Capitán de la selección nacional de voleibol sub-19.

## Resultados
- Nominado al Premio Estatal del Deporte de Baja California 2013.
- Tres veces campeón de Olimpiada Nacional de voleibol de sala.
- Campeón nacional de voleibol de playa.
- Dos veces subcampeón nacional y dos terceros lugares en voleibol de sala.
- Subcampeón de la Confederación de América central y América del norte.
- Doble campeonato en torneos estadounidenses SCVA.
- Cuarto lugar en la VII Copa Panamericana sub-23.
- Tercer lugar en la VII Copa Panamericana de Voleibol, Vancouver Canadá. U-23.
- Lugar 12 en el Campeonato Mundial sub-19 en el 2013.
- 8 veces campeón estatal, Baja California.
- Tercer lugar en la Copa Gorbachov, Rusia 2013.
- Capitán de la selección nacional y estatal (Baja California) 2010-2014.
- Tricampeón Nacional CONADEMS 2012, 2013 y 2014.
- Campeón en la región occidente con la Universidad de Guadalajara.
- Concentración previa al mundial del 2013 en Río de Janeiro, Brasil.
- Bicampeón nacional de CONADEMS 2012-1013.
- Cencentración con la selección nacional en La Habana, Cuba 2012.
- Tercer lugar en el nacional de invitación en Chicago, Illinois, 2012.

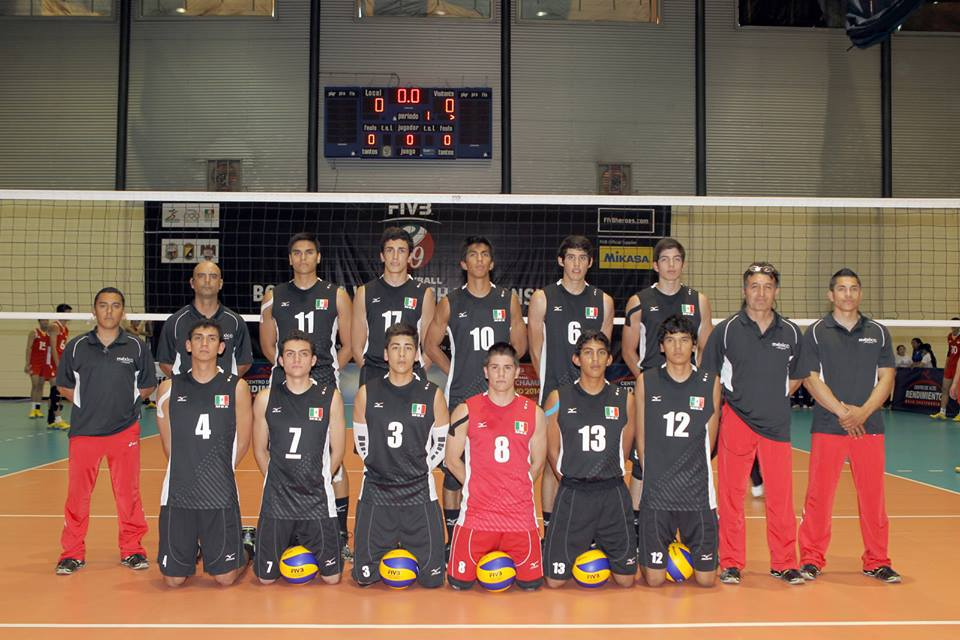
Mundial juvenil de voleibol.

## Algunas publicaciones indexadas
Díaz-Fernández, J., Calvo-Sancho, C., Bolgiani, P., Sastre, M., López-Reyes, M., Fernández-González, S., & Martín, M. L. (2025). Effect of complex orography on numerical simulations of a downburst event in Spain. Atmospheric Research, 314, 107821. https://doi.org/10.1016/j.atmosres.2024.107821
•Zamora-Salvador, J. E., Ortíz-Bañuelos, A. D., Arellano-Ramírez, S. P., Román-Castañeda, C., González-Figueroa, A., Ulloa- Godínez, H. H., & López-Reyes, M. (2025). Estado del clima en Jalisco: Temporada de lluvias y comportamiento extremo de la temperatura en 2024 [Weather Status in Jalisco: Rainy Season 2024 and Extreme Temperature Behavior in2024]. e-CUCBA. ISSN 2448-5225. https://doi.org/10.32870/e-cucba.vi25.382
López-Reyes, M., Gónzalez-Alemán, J. J., Calvo-Sancho, C., Bolgiani, P., Sastre, M., & Martín, M. L. (2024). Remote Interactions between tropical cyclones: The case of Hurricane Michael and Leslie's high predictability uncertainty. Atmospheric Research, 107697. https://doi.org/10.1016/j.atmosres.2024.107697
López-Reyes, M., Gónzalez-Alemán, J. J., Sastre, M., Insua-Costa, D., Bolgiani, P., & Martín, M. L. (2023). On the impact of initial conditions in the forecast of Hurricane Leslie extratropical transition. Atmospheric Research, 295, 107020. Doi. https://doi.org/10.1016/j.atmosres.2023.107020
López-Reyes, M. & Meulenert Peña, Á. R. (2021). Comparación de las variables físicas que influyen en la rápida intensificación de los ciclones tropicales del Océano Pacífico nororiental durante el periodo 1970-2018. Cuadernos Geográficos, 60(2), 105-125. https://doi.org/10.30827/cuadgeo.v60i2.15474
López-Reyes, M. & Jiménez, J. R. (2020). Obtención del coeficiente de fricción dinámico a partir de la aplicación de las leyes de Newton. Latin-American Journal of Physics Education, 14(3), 14.
García Concepción, O., Ramírez Sánchez, H. U., Alcalá Gutiérrez, J., Meulenert Peña, Á., & García Guadalupe, M. E. (2007). Climatología de las tormentas eléctricas locales severas (TELS) en la Zona Metropolitana de Guadalajara. Investigaciones geográficas, (63), 7-16.